# Епархија жичка
Епархија жичка је епархија Српске православне цркве. Седиште епархије се налази у Краљеву где је и Саборна црква. Надлежни архијереј је епископ Јустин (Стефановић).

## Историја
Током историје, на просторима савремене Жичке епархије постојало је неколико спископија, чије наслеђе баштини данашња обједињена епархија. Током 11. и 12. века, црквена јурисдикција над западноморавским просторима била је подељена између старих православних епископија Рашке и Београдске, које су се у то време налазиле у саставу древне Охридске архиепископије.
Крајем 12. века, за време владавине српског великог жупана Стефана Немање (1166-1196), његов брат Страцимир је као удеони кнез у области Западне Мораве подигао манастир Богородице Градачке (код данашњег Чачка).
Приликом стварања аутокефалне Српске архиепископије са седиштем у манастиру Жичи, формирана је и средишња архиепископска епархија, која је обухватала велики део Западног Поморавља, док је преостали део припадао суседној Моравичкој епархији. Услед потоњег премештања архиепископског седишта из Жиче у Пећ, које је извршено крајем 13. века, дошло је до разних промена, а затим је почетком 14. века створена нова Градачка епархија са седиштем у Богородици Градачкој. Средином 15. века, у време турске најезде, деспот Ђурађ Бранковић је разматрао могућност преноса седишта Српске патријаршије из угроженог Пећког манастира у неко безбедније место на северу државе, што се односило на Жичу или Смедерево.
Током раздобља турске власти, на ширем подручју западног Поморавља постојале су две епархије: Ужичка (наследница старе Моравичке) и Рудничка (наследница старе Градачке), које су се налазиле у саставу обновљене Српске патријаршије (1557-1766), а потом је уследио период непосредне потчињености Цариградској патријаршији (1766-1831).
Крајем 1831. године, дотадашња Ужичко-ваљевска епархија подељена је на две епископије (Ужичку и Шабачку), које су укључене у састав самоуправне Београдске митрополије. Ужичка епархија је првобитно обухватала три округа (Ужички, Пожешки, Руднички). Проширена је 1833. године, према југу, прикључењем делова Старог Влаха у време припајања шест нахија, а потом је 1854. године додатно проширена прикључењем Крушевачког округа.
Промена назива епархије из Ужичка у Жичка извршена је 26. јуна 1884. године у време великих црквених превирања у Краљевини Србији, која су у наступила након смењивања београдског митрополита Михаила Јовановића (1881) и смрти ужичког епископа Вићентија Красојевића (1882). Иницијативом групе од 20 народних посланика на челу са Урошем Кнежевићем од 20. маја 1884. године тражена је промена назива Владичанства ужичког и Владичанство жичко, са образложењем да епархија се у доба Немањића, а и касније, звала Жичка. Народна скупштина је ту иницијативу прихватила 13. јуна 1884. године.
Многи истакнути црквени великодостојници Српске православне цркве су били епископи Жичке епархије. Међу њима се издваја Свети владика Николај Велимировић, који је 2003. године канонизован за светитеља, затим епископ Герман Ђорић — каснији патријарх српски, епископ Василије Костић — један од епископа СПЦ кога су највише прогањале комунистичке власти СФРЈ, владика Стефан Боца — угледни црквени великодостојник и почасни доктор наука Православног богословског факултета у Београду и други.
Данас владичанство има преко 200 цркава и капела, 28 манастира, као и велики број црквишта манастиришта.

## Територија
Епархија жичка је једна од највећих, најзначајнијих и најутицајнијих епархија у Србији. Седиште епархије и епископа је у Краљеву. Од осталих већих градова у састав епархије улазе Чачак, Ужице, Пожега, Горњи Милановац, Љиг Ивањица, Ариље.
Територијални обим је био и већи до јесени 2010. када је обновљено крушевачко владичанство, јер су архијерејска намесништва Трстеничко и Жупско ушла у састав крушевачког владичанства.

## Епископи
Епископи од 1831. године су:
| Портрет | Име и презиме        | Положај и време службе                                 |
| ------- | -------------------- | ------------------------------------------------------ |
|         | Никифор Максимовић   | епископ ужички 1831—1853.                              |
|         | Јоаникије Нешковић   | епископ ужички 1854—1873.                              |
|         | Вићентије Красојевић | епископ ужички 1873—1882.                              |
|         | Корнилије Станковић  | епископ 1883—1885.                                     |
|         | Никанор Ружичић      | епископ 1886—1889.                                     |
|         | Сава Бараћ Дечанац   | епископ 1889—1913.                                     |
|         | Николај Велимировић  | епископ 1919—1920.                                     |
|         | Јефрем Бојовић       | епископ 1920—1933.                                     |
|         | Николај Велимировић  | епископ 1934—1956, од 1941. одсутан                    |
|         | Викентије Проданов   | администрирао 1941—1947.                               |
|         | Валеријан Стефановић | администрирао 1947—1949.                               |
|         | Јосиф Цвијовић       | администрирао после 1950. у трајању од 18 месеци       |
|         | Герман Ђорић         | епископ 1956—1958, пре тога администрирао ову епархију |
|         | Василије Костић      | епископ 1961—1978.                                     |
|         | Стефан Боца          | епископ 1978—2003.                                     |
|         | Хризостом Столић     | епископ 2003—2012.                                     |
|         | Јован Младеновић     | администратор 2012—2014.                               |
|         | Јустин Стефановић    | епископ од 2014.                                       |

## Манастири
1. Враћевшница,
2. Вујан,
3. Годовик,
4. Горња Савина испосница,
5. Градац,
6. Доња Савина испосница,
7. Дубрава,
8. Жича,
9. Згодачица,
10. Јежевица,
11. Каменац,
12. Клисура,
13. Ковиље,
14. Моравци,
15. Нова Павлица,
16. Придворица,
17. Рача,
18. Рујан,
19. Сабор Српских Светитеља,
20. Савинац,
21. Стара Павлица,
22. Стјеник,
23. Стубал,
24. Студеница,
25. Трнава,
26. Увац.

### Овчарско-кабларска клисура
1. Благовештење,
2. Ваведење,
3. Вазнесење,
4. Илиње,
5. Јовање,
6. Никоље,
7. Преображење,
8. Свете Тројице,
9. Сретење,
10. Успење Кабларско.

## Намесништва
Архијерејска намесништва:
- Гружанско — Кнић
- Драгачевско — Гуча
- Жичко — Краљево
- Качерско — Љиг
- Љубићко — Мрчајевци
- Моравичко — Ивањица
- Пожешко-ариљско — Пожега
- Рачанско — Бајина Башта
- Студеничко — Рашка
- Таковско — Горњи Милановац
- Трнавско — Чачак
- Ужичко — Ужице
- Црногорско — Косјерић